# パイロットコーポレーション
株式会社パイロットコーポレーション（PILOT CORPORATION）は、東京都中央区京橋に本社を置く、筆記具や手帳などのステーショナリーの製造・販売を行っている日本の企業。

## 概要
1916年（大正5年）2月9日、PILOTの創業者たちが日本初の純国産金ペンの開発に成功した。1918年（大正7年）1月27日、日本初の純国産の金ペンの製造に成功した並木良輔が東京商船学校（現東京海洋大学）同窓の和田正雄とともに株式会社並木製作所を設立。その後、1938年（昭和13年）にパイロット萬年筆株式会社に、1989年（平成元年）に株式会社パイロットに商号を変更。
2002年（平成14年）1月には、株式会社パイロット、パイロットインキ株式会社、パイロットプレシジョン株式会社のグループ3社が共同株式移転を行い、持株会社の株式会社パイロットグループホールディングス（現在の法人）を設立して、純粋持株会社制に移行した。2003年（平成15年）7月に、株式会社パイロットグループホールディングスが株式会社パイロットを吸収合併したうえで、株式会社パイロットコーポレーションに商号変更し、事業持株会社に移行。2008年（平成20年）には、株式会社パイロットコーポレーションがパイロットプレシジョン株式会社を吸収合併している。2021年（令和3年）7月1日、子会社のパイロットインキから玩具事業を統合。組織名は「パイロットコーポレーション 玩具事業部」。
太軸の筆記具のはしりとなったドクターグリップ、激細ゲルインキボールペンのハイテックC などのヒット商品があり、消せるボールペンフリクションボールなど時代に先駆けて後の定番となるような革新的な商品を開発している。
2021年（令和3年）８月よりオウンドサイト「かく、がスキ」を開設し、書くことの楽しさや筆記具の魅力を自社発信している。その中のインタビューコーナー「かく、を語る」では、各界の著名人の書くことへのこだわりを垣間見ることができる。
みどり会の会員企業であり三和グループに属している。

## 商標の由来

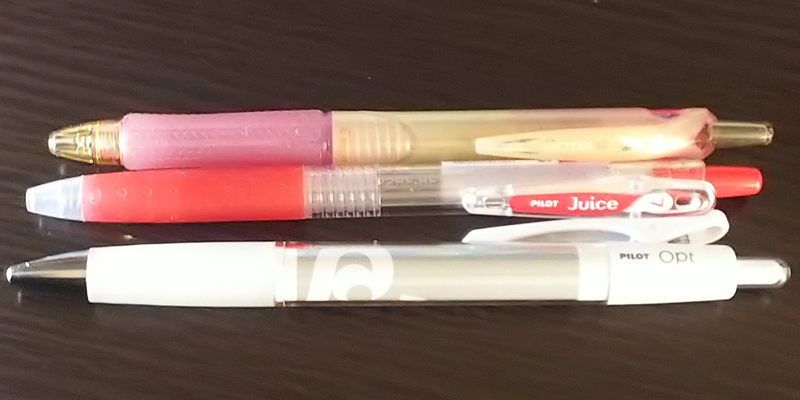
パイロットのボールペン

パイロットという商標は、東京高等商船学校（のちの東京商船大学。2003年より現・東京海洋大学）出身で同校の教授だった創業者の並木良輔が、若いころに乗り組んでいた商船での仕事中に使っていた烏口に不満を抱き、より利便性の高いペンを考案。そして同窓の先輩でもあった資産家の和田正雄の資金提供のもと「並木製作所」を設立し、商標をパイロットペンとして売り出したのが始まりである。船舶用語で「パイロット」は「水先人」を意味し、業界を先導するような会社になれるようにという思いが込められている。

## 主な製品

### 万年筆と関連製品
万年筆は限定生産の高級品から一般廉価品まで幅広く製造している。特に高級品は『NAMIKI』のブランドで創業時から積極的に輸出を行っており、1930年のロンドン海軍軍縮条約での署名に蒔絵万年筆が使われるなど、海外でもよく知られている。英国のダンヒル社向けに製造した『ダンヒル・ナミキ蒔絵万年筆』は日本の漆芸の技術を世界に知らしめるとともに、ブランドの価値を大いに高めた。現在ではオークションなどで高値となり、マニア垂涎の品となっている。1950年代半ば以降、ボールペンなど、多様な筆記具の出現によって万年筆の需要が縮小している中で、現在も100万円を超える蒔絵万年筆から1,000円台の実用品まで製造を継続している。また万年筆用のインキも自社で製造しており、カートリッジ式の普及品から小瓶入りの特殊色までを幅広く取りそろえている。
万年筆で培った金属加工技術を活かした結婚指輪やペンダントなど金属製装身具の製造も行っている。

#### 万年筆・つけペン
- Maki-eシリーズ（蒔絵仕様で工芸品でもある）
  - 干支蒔絵万年筆《研出蒔絵》（パイロット公式ホームページの万年筆カテゴリから消えているので廃盤のおそれあり）
  - 平蒔絵
  - 高蒔絵
- カスタムシリーズ
  - 同社の代表的シリーズ。1971年に事実上の初代モデル「CUSTOM K」を発売。カスタムの後ろの数字は創業以来の年数（74=74年記念など）、3桁の場合最後の数字は値段（3=3万円など）を指す。
  - カスタム74（日本語を書くことに適した構造を目指し、硬めのタッチのペン先を生み出した）
  - カスタム742
  - カスタム743
  - カスタム823（プランジャー吸入式）
  - カスタム845（エボナイト素材に漆塗りの軸）
  - カスタム・槐（軸に槐を使用）
  - カスタムヘリテイジSE
  - カスタムヘリテイジ91
  - カスタムヘリテイジ912
  - カスタムヘリテイジ92（スケルトンの回転吸入式）
  - カスタム・カエデ（軸にイタヤカエデを使用）
  - カスタム・ウルシ（上記カスタム845の上位モデル）
  - カスタム・NS（シリーズ初のスチール製ペン先。明るい本体色の入門モデル）

（ここからは廃番品）
- - カスタムベッコウ
  - カスタムレガンス
  - カスタムレガンス2
  - カスタム一位の木
  - カスタム67（カスタムカエデのニブと同じ）
  - カスタム745
  - カスタム748
  - カスタム98
- グランセシリーズ
  - 『グランセ』は、「優雅な」「高貴な」という意味合いの造語である[4]。
  - グランセ（FGRC-12SR）
    - 2018年3月発売。14Kペン先。パールピンク、パールブルー、パールホワイトには、偏光パール塗装が施されている[4]。2021年12月に、新たにブラックとダークブルーが加わった。定価12,000円。

  - グランセ（FGRC-2MR）
    - 2022年2月発売。14Kペン先で、淡い色のマーブル模様。首軸、尻軸、天冠には、軸と同色の樹脂パーツが使用されている。定価20,000円。
- ノック式・回転繰り出し式のキャップレスシリーズ（2017年にキャップレスシリーズ自体がグッドデザイン・ロングライフデザイン賞を受賞）
  - 1963年発売（初代は回転式繰り出し式。ノック式は翌1964年から）
  - キャップレス（ノック式）
    - 現在のモデルは1998年発売。特殊合金、螺鈿、木軸などさまざまなバリエーションがある。1999年度グッドデザイン賞受賞。

  - キャップレス・デシモ（2005年発売のノック式。アルミ仕上げにより軽量・細身になった。2006年度グッドデザイン賞受賞）
  - キャップレス・フェルモ（2006年発売。回転繰り出し式）
  - キャップレス・LS（2019年発売。ノック&ツイスト式。ペン先を収納する際は、本体のつまみを回す）
  - キャップレス・SE（2021年12月8日発売。ノック式。本体軸にマーブル調樹脂、ペン先に18金が採用されている。定価30,000円）[5]。
  - キャップレス螺鈿（軸に螺鈿細工が施された蝋色漆塗り黄銅が使われている）
- ショートサイズ
  - プレラ
  - プレラ 色彩逢い（いろあい）
    - 同上の姉妹モデル。透明ボディ仕様でコンバーター（CON-40）が付属。また、パイロットの万年筆で唯一、カリグラフィ仕様が設けられたモデルでもある。

  - エリート95s
    - 後述するエリートSを復刻[注釈 1]したもので、2013年6月に販売開始。
- その他万年筆
  - ジャスタス95
    - ペン先についているプレートを動かすことにより、書き味の硬軟を調節できる。1978年に発売された「ジャスタス」の復刻版で、2013年に販売開始。

  - シルバーン
  - エラボー（軟調ペン先）
  - ライティブ
    - 2021年12月8日発売。30～40代をメインターゲットとした万年筆。新仕様のインナーキャップを使用し、高い気密性を実現した。なお「ライティブ」は「LIGHT（軽い）」と「ACTIVE（活動的）」を組み合わせた造語[6]。定価2,000円。2022年度グッドデザイン賞受賞。

  - カヴァリエ
    - 1997年発売。女性の手にも合うようスリムサイズになっているほか、マーブル調・金メッキクリップといった高級感も打ち出している。2017年に2代目が発売された。

  - コクーン
    - 2012年9月発売。20 - 30代の若い世代に向けた「はじまり」をテーマとした万年筆。大人への第一歩としてふさわしい、上質さと使いやすさを備えながらも低価格なエントリーモデルである。ラインナップには油性ボールペン、シャープペンシルもある。2013年度グッドデザイン賞受賞。

  - カクノ
    - 小中学生向けに作られた入門モデル。2013年10月20日発売[注釈 2]。2014年度グッドデザイン賞、2014年度キッズデザインアワード（学び・理解力部門）奨励賞特別賞受賞。

  - プルミックス
    - 初心者向けの入門モデル。「ペン習字ペン」（P-FP60R）をベースにしており、尾軸の胴体に鱗状の滑り止め加工が施されている。カラーバリエーションが多い。もともとは2013年ごろから製造を開始した輸出用モデルであったが、2019年12月に国内販売[注釈 3]を開始。コンバーター（CON-40）が付属されている。

  - iro-utsushi＜いろうつし＞
    - 2022年6月20日発売。万年筆のペン先が付いたつけペンタイプの筆記具[7]。ペン先は細字と中字の2種類でボディは樹脂軸（ボディカラーは透明、クリアブラック、クリアブルーの3色）と木軸（ボディカラーはブラック、モクメの2色）の2種類。樹脂軸は定価700円、木軸は定価1,800円。

#### インキ
- iroshizuku - 色彩雫（15ml、50ml、6本入カートリッジ）
  - 2007年発売。「日本の美しい情景」をテーマとした24種類のカラーが販売されている[8]。過去には露草、土筆、稲穂の3色も存在した[9]。
  - 6本入りカートリッジタイプは人気の12種類に絞られており、当初は2022年5月の発売予定であったが、同年6月30日に変更された[10]。
  - 2022年度グッドデザイン・ロングライフデザイン賞受賞。

<15ml、50ml>
- 青系（紫陽花・朝顔・紺碧・月夜・深海・天色）
- 灰・黒系（霧雨・冬将軍・竹炭）
- 緑系（深緑・松露・孔雀・竹林・翠玉）
- 茶系（山栗）
- 紫系（紫式部・山葡萄）
- 赤・橙系（夕焼け・冬柿・紅葉・躑躅・秋桜・花筏 ）
- 黄系（蛍火）

<6本入カートリッジ>
- 青系（朝顔・紺碧・月夜・深海・天色）
- 灰・黒系（冬将軍・竹炭）
- 緑系（深緑・孔雀）
- 紫系（紫式部・山葡萄）
- 赤・橙系（紅葉）

- TSUWAIRO＜強色＞（30ml）
  - 2022年3月発売。耐水性及び耐光性に優れた顔料インキが使用されている[11]。カラーバリエーションは、ブラック、ブルー、ブルーブラックである。
- ボトルインキ（30ml、70ml、350ml）
  - カラーバリエーションはブラック、ブルーブラック、ブルー、レッドである。ただし、70mlにはレッド、350mlにはブルーが販売されていない。
  - 70mlタイプは、インクリザーバーが搭載されているため、プランジャー式万年筆のインク吸入に最適。
- カートリッジインキ（12本単位で販売）
  - ボトルインキと同様にブラック、ブルーブラック、ブルー、レッドの4種類。
- カラーカートリッジインキ（5本単位で販売）
  - ブラック、レッド、ブルーブラック、ブルー、グリーン、バイオレット、ピンク、ブラウン、ライトブルー、オレンジの10種類。
- 製図用インキ（30ml、350ml）、証券用インキ（30ml）
  - 用途別のインキであり、つけペンや筆などで利用する。

### その他筆記具
- 一般筆記用シャープペンシル
  - レグノ（HLE-250K、HLE-1SK）
    - 樹脂含浸カバ材が使用されているタイプと、ハードメイプル材が使用されているタイプの2種類が存在する。この名称は、イタリア語の「Legno（森林･材木）」という単語に由来している[12]。

  - モーグルエアー
    - アクティブサスペンション機構により、高い筆圧がかかるとペン先が上に向かってスライドし、筆圧を吸収することで芯が折れない。フレフレ機構も搭載されている。

  - Sシリーズ
    - S3、S5、S10、S20、S30がある。いずれも低重心に作られている製図用シャープペンシルである。S20とS30は樹脂含浸カバ材の木軸シャープペンシルである。その上S30にはワンノックで芯1本分書き続けられる「オートマチック機構」も搭載。なお、S5とS30は2025年に廃盤になった。

  - バーディー
    - 全身ステンレス製のシャープペン。

  - コクーン
  - クーペ
  - カスタムシリーズ
  - カヴァリエ
  - ドクターグリップシリーズ
  - スーパーグリップシリーズ
  - オプト
  - カスタム74
  - カスタムヘリテイジ91
  - フレフレ（2020）シリーズ
- 油性ボールペン
  - Maki-eシリーズ
  - カスタムウルシ
  - カスタム槐
  - カスタム74
  - カスタムヘリテイジ91
  - カスタムヘリテイジCR
  - カスタムヘリテイジSE
  - カスタムカエデ
  - グランセシリーズ
  - タイムライン
    - ダブルアクション機構が搭載されている。軸を2度回すことで、口金とペン先が現れる。樹脂タイプと、アルミタイプ、木材タイプが存在する[13]

  - ドクターグリップシリーズ
  - スーパーグリップG
  - オプト
  - アクロシリーズ
    - アクロボール（2008年に発売した低粘度油性ボールペン）
    - アクロドライブ
    - アクロ 300/500/1000

  - ダウンフォース
    - 2011年発売の加圧式ボールペン。通常の替芯が使える。かつて発売されていたローリートルアーノのようにノック&クリップ式を採用。2016年に2代目が発売され、初代モデルは翌年廃番となった。グリップは初代モデルはローレット加工だったが、2代目はラバーとなっている。

  - スーパーP
    - 唯一の100円以下のキャップ式BP。かつては速記用、帳簿用なども存在した。
- 水性・ゲルインキボールペン
  - タイムラインゲル
  - ハイテックCシリーズ
  - フリクションボール
  - Juice
  - Juice up
    - 2016年8月発売。パイプチップとコーンチップの長所を併せ持つ「シナジーチップ」が搭載されている。2017年度グッドデザイン賞受賞。

  - Vコーン（1990年発売。1991年度グッドデザイン賞受賞）
  - Vコーンノック（2020年発売。ノック式。2008年発売の「Vボール RT」の後身モデル）
  - マルチボール
- 多機能ペン
  - リッジ
  - バーディースイッチ
    - 全身ステンレス製の多機能ペン。片端にシャープペン、もう片端にはボールペンが搭載されている。

  - 4+1カスタムヘリテイジ
    - 軸はヘアライン・アルミ仕上げになり、カスタムヘリテイジ91とは大きく異なる。

  - 2+1エボルト
  - 2+1雅絵巻
  - 2+1 アクロドライブ
  - 4+1ライト
  - ハイテックCコレトシリーズ（2 - 5色のカラーを選べるハイテックC）
- サインペン・マーカー
  - 　プチシリーズ
    - プチ＜細字＞（1970年発売。2016年度グッドデザイン・ロングライフ賞受賞）
    - superプチ

  - フリクションライン・フリクションライト
  - Vペン
    - 1988年発売。万年筆の書き味のサインペン。1989年度グッドデザイン賞受賞

  - ペチットワン
    - 2005年3月発売。万年筆風サインペン。2005年度グッドデザイン賞受賞。本体自体は既に終売であるが、専用のカートリッジインク（3本組）のみ現在も生産が続けられている。

  - サインペンスペアータイプ
    - 万年筆用カートリッジインキ使用の水性サインペン。2020年12月にパッケージと本体がリニューアルされ、新たに透明ボディタイプが追加された。

  - ツインマーカー
- 色鉛筆・クレヨン
  - フリクションいろえんぴつ（熱で消せる色鉛筆、2014年度キッズデザインアワード（感性・創造性部門）キッズデザイン賞受賞）
  - クレオロール（ゲルタイプの自動繰出式クレヨン、2008年度キッズデザインアワード・キッズデザイン賞受賞）

### 修正用品
- 修正ペン
  - 修正職人
- 修正テープ
  - ホワイトライン グリップ（2004年6月発売。2004年度グッドデザイン賞受賞）
  - ホワイトライン フィッティ
  - ホワイトライン ノック
  - ホワイトライン ノックR
  - ホワイトライン スーパー
- 消しゴム
  - フォームイレイザー
  - クリーンイレイザー（フォームイレイザーを緑色にしたような見た目、廃盤）
  - フリクションイレーザー（フリクションシリーズ専用の消しゴム）
  - トライアングルイレーザー（廃盤）
  - 学童用消しゴム「勉強がんばるぞ！」（廃盤）

### その他の文房具類
- 接着糊
  - スーパーグルー
  - スーパーグルー スティックのり
  - スーパーグルー テープのり
- スタンプ台

### ビジネス用品類
- 手帳
- ノート
- ビジネスバッグ
- ペンケース
  - ソフト筆入
  - 和の布
  - アンティコルド
- ペンシース
  - パイロット×キプリス
    - 本革に特殊加工を施し、漆を塗ったシース。

  - パイロット×ソメス
    - 馬具を造る会社のソメスとコラボした逸品。

  - ペンサンブル
    - 2010年発売。ロールペンケースとファスナーペンケースがある。外側にはキップレザー（牛革、内側にはスエードが使われている。

  - シース
    - パイロットで一番コスパがいいシース。

  - トレンダーレザー05

### オフィス用品
- トナーカートリッジリサイクル

### その他
- セラミックス部品
- 宝飾品
  - 結婚指輪
  - ペンダント

### 玩具
- 「メルちゃん」シリーズ
  - メルちゃん
  - ネネちゃん
  - リリィちゃん
  - あおくん
  - うたちゃん
  - ゆかちゃん
  - れなちゃん
  - りこちゃん
  - あっちゃん
- 「ポケットメルちゃん」シリーズ
  - メルちゃん
  - ラムネくん
  - ネネちゃん
  - タルトちゃん
  - シロップちゃん
  - サブレちゃん
  - スフレちゃん
- 「スイスイおえかき」シリーズ
- 「おふろのおもちゃ」
- アヒル隊長

## 過去の製品

### 万年筆
- トレンダー
  - 万年筆版「バーディ」の後継商品として1986年 - 1993年にかけて製造・販売。「気軽に使える万年筆」として開発された。1986年度グッドデザイン賞受賞。定価700円。なお「トレンダー」は現在、同社のパスケースなどのステーショナリー製品の名称として使われている。
- FG-78シリーズ
  - 80年代から90年代にかけて発売された普及型低価格万年筆で、現在は輸出製品[注釈 4] として中国などで販売されているほか、日本国内ではパイロット主催のワークショップなどのイベントにおける組立教材（透明ボディタイプ）[注釈 5]として提供しているのみである。
- μ（ミュー）シリーズ[注釈 6]
  - 「深絞り」工法による軸からペン先まで一体型のステンレス素材の万年筆。名前は国産ロケットミュー計画にあやかっている。
    - μ701 - 1971年発売のショートボディタイプ。無地、黒ストライプ、白ストライプの3種類が製造された。定価3,500円。1971年度グッドデザイン賞受賞。
    - ミューレクス - 1977年発売。ロングボディタイプ。定価5,000円。キャップにデジタル時計が付いたタイプも存在する。1993年廃番。
    - μ90 - パイロット創立90周年記念製品として2008年に9,000本限定発売。ショートボディタイプ。クリップに「μ90」と刻印があり、天冠に青色のスピネルがあしらわれている。定価12,000円。
- エリートS（1968年発売）
  - エリートシリーズのショートタイプ。キャップを反転装着することでスタンダードサイズ並みになるため携帯に便利で大ヒットした。定価2,000円。派生バリエーション[注釈 7]も多い。1969年度グッドデザイン賞受賞。1974年に二代目へモデルチェンジしたあと、1980年に廃番。なお、現在発売中の「エリート95S」は前述の通り、1974年発売の二代目を基に復刻したモデルである。
    - 大橋巨泉（当時35歳）のアドリブ台詞「みじかびの きゃぷりきとれば すぎちょびれ すぎかきすらの はっぱふみふみ。」で記憶されるテレビCMも有名。なお、巨泉の台詞にはテイク2バージョンとして「すぎしびのほねのすねにて はにりてら すらりぺらぺら はっぱのにのに。のにのにというのは良くないね。僕が言いたいのはね。18キンキラ金ペン パイロットエリートS ふみふみかほめほめというのはだね。書き味が最高と言うこと。やっぱりふみふみだろうね。」もある。ちなみに前者バージョンはモノクロ（15秒）、後者バージョンはカラー（30秒）でそれぞれ製作された。
- オンディーヌ
  - 1979年に発売し、1987年に廃番。14Kペン先で、キャップに「u」と刻印されている。首軸は黒、青、赤の三色。胴軸が樹脂製のスリムオンディーヌというモデルも存在する。
- グランセシリーズ
  - グランセ（FG-3MS）
    - 1996年発売。18Kペン先。雨垂れクリップで、スターリングシルバー製。ストライプ模様とバーリィコーン模様が存在した。定価30,000円。2010年に生産終了後[14] グランセNC スターリングシルバー（FGNC-35SS）にマイナーチェンジした。

  - グランセNC スターリングシルバー（FGNC-35SS）
    - 2010年発売、2023年廃番。18Kペン先で、スターリングシルバー製。定価35,000円。

  - グランセNC（FGNC-1MR）
    - 14Kペン先。2009年発売、2018年に廃番[15]。定価10,000円。

  - グランセ（FG-1MR）
    - 1994年発売。14Kペン先で、クリップとペン先が金色。クリップに玉が付いている（雨垂れクリップ）[注釈 8]。マーブル塗装。定価10,000円で、2019年に廃番。

  - グランセ（FGN-1MR）
    - 14Kペン先。上記のモデルと同様な形状だが、このモデルはクリップとペン先が銀色である。定価10,000円で、2009年に廃番。

  - グランセ（FGN-2MR）
    - 2005年発売[16]。14Kペン先で、キャップにマーブル塗装、胴軸はロジウム仕上げされている。雨垂れクリップ。定価20,000円で、2020年に廃番。

  - グランセ（FGRC-8SR）
    - 2018年3月発売。特殊合金のペン先。定価8,000円。2024年に廃番。
- セレモ（万年筆、油性ボールペン、シャープペンシル）
  - 1981年ごろから長年生産されていたが、2017年に廃番。万年筆は5,000円という低価格ながら14Kのペン先を採用していた。
- ヤングレックス(万年筆、油性ボールペン、シャープペンシル)
  - セレモと共に低価格帯の万年筆として長く生産されていた。
- デラックス漆
  - 1975年発売[17]。キャップと胴軸に漆塗りを施した万年筆。2000年代にマイナーチェンジを経て2023年に廃番。

### 製図用シャープペンシル
当時は0.3mm/紫（赤）、0.4mm/黄、0.5mm/青、0.7mm/緑、0.9mm/橙がノック部の芯径表示や本体印刷、リングに使われていた。軸への印刷はほとんどが「PILOT H-xxxx 0.x JAPAN」に統一されている。現在はSシリーズの生産や需要の低下にともない、廃番となっている。
- H-210シリーズ
- H-220シリーズ
プラ軸。軸中央部は多角形である。芯径0.3mm、0.5mm、0.7mm、0.9mm。定価300円。
- H-230シリーズ
プラ軸でグリップ部に凹凸加工がある。芯径0.3mm、0.5mm、0.7mm、0.9mm。定価200円。
- H-310シリーズ
- H-560シリーズ
軸のほとんどがプラで、軸先端部のみ金属ローレット加工を施してある（この部分と口金が一体となっている）。軸色は青の他に、黒、灰がある。H-1090シリーズの廉価版とされる。定価500円。芯径0.3mm、0.4mm、0.5mm、0.7mm、0.9mm。
- H-580シリーズ
グリップ、軸ともにプラ製。グリップは長方形が敷き詰められたような加工。軸中央部に硬度表示窓がある。H-1080、H-1580、H-2080の廉価版とされる。定価500円。芯径0.3mm、0.4mm、0.5mm、0.7mm、0.9mm。
- H-1000シリーズ（パイロットホルダー）
パイロットホルダーで一番安価な製品。ダブルノック式。プラ軸で、グリップに加工はない。初期のもののみ軸にヘアライン加工がなされ、口金、硬度表示窓の大きさなど、細部に違いがある。ダブルノック式であるがゆえにプラ軸部分に力がかかり、軸割れが起きやすい。定価1,000円。芯径0.3mm、0.5mm。
- H-1080シリーズ
金属軸で、プラのグリップ（H-580と同一）。軸中央部に硬度表示窓があり、表示リングと軸に溝があるため、硬度表示を固定できる。製造時期により、ノック部の芯径表示の有無、ヘアライン加工の有無がみられる。クリップ取り付け部のみプラ製。定価1,000円。芯径0.3mm、0.4mm、0.5mm、0.7mm、0.9mm。
- H-1090シリーズ
軸は全て金属製、ローレットグリップがシャーペン全体のほとんどを占める。ローレット部も含め青色の軸である。定価1,000円。芯径0.3mm、0.4mm、0.5mm、0.7mm、0.9mm。
- H-1580シリーズ
唯一2020機構を搭載している。その他の部分はH-1080シリーズと類似。内部メカは2020シリーズとの共通点が見られる。クリップ取り付け部は金属製。定価1,500円。芯径0.5mm。
- H-2000シリーズ（パイロットホルダー）
グリップは金属製で蝕刻加工、軸はプラ製。芯径によって、グリップのパターンが異なる。定価2,000円。芯径0.3mm、0.5mm。H-2080シリーズ。
グリップ部が木軸。その他の部分はH-1080シリーズと類似。定価2,000円。芯径0.3mm、0.5mm。
- H-2100シリーズ（パイロットホルダー）
グリップの金属ローレット加工部分も含め、ほとんどが黒く塗装されている。軸はプラ製で、パイロットホルダーで唯一軸に型番、芯径、社名、生産国が印刷されている。定価2,000円。芯径0.3mm、0.5mm。
- H-3000シリーズ（パイロットホルダー）
パイロットホルダー最上位モデル。グリップは芯径によってパターンが異なる金属製蝕刻加工、プラ軸。定価3,000円。芯径0.3mm、0.5mm。
- H-5005
ダブルノック機構とオートマチック機構を搭載した最高級製図用シャープペンシル。グリップは蝕刻加工、軸も金属製である。定価5,000円。芯径0.5mm。

### その他
- ノートペン

1979年3月発売。ノート筆記用で白軸を採用した0.3mmの極細油性ペン。発売当時に放送されたテレビCMは発売される2年前に放送終了した刑事ドラマ「特別機動捜査隊」のパロディ で本作でナレーターを務めた島宇志夫を再びナレーターとして起用している。
- バーディ

1979年ごろに発売された万年筆・油性ボールペン。1982年には7種類のカラーボディの「カラーバーディ」が追加された。1985年頃に万年筆タイプが廃番（後継品は「トレンダー」）。ボールペンのみとなるが、途中でシャープペンシルが追加され現在も生産が続けられている。
- ローリート（Laureate）

水性ボールペン。全盛期は幅広いバリエーションと価格が存在したが、2006年ごろにローリートルアーノの製造中止で本体から撤退。その後は替芯のみ製造が続けられていたが、2015年に製造中止し30年以上にわたる歴史に幕を下ろした。1984年度グッドデザイン賞受賞。
- クァトロ（QUATRO）

1984年に発売された筆記具で、油性ボールペン・水性ボールペン・シャープペンシル・万年筆があった。細身の四角いボディーという大胆なデザインが話題を呼び、1984年にグッドデザイン賞を受賞した。
2007年に発売された万年筆・クァトロ89は上記とはまったくの別物で、太めの軸に木材や金属を組み合わせたものとなっている（こちらは2014年まで生産された）。
- パルマリーン

1985年発売のシャープペンシル・ボールペン（水性・油性）。潜水艦をモチーフとしたデザインが人気を博し、1986年度グッドデザイン賞を受賞。
- ボーテックス（VORTEX）

2001年に発売された万年筆・ボールペン。ボールペンはゲルインキを使用。万年筆・ボールペンともにショートボディ。2014年廃番。定価は1,000円（ボールペン）、1,500円（万年筆）。2003年度グッドデザイン賞受賞。
- D-ink

2001年に発売したゲルインクボールペンで、消しゴムで消せる点が中高生を中心に爆発的な人気を集めた。その後e-GELに改称し、フリクションシリーズへとつながっていく。
- Automac E

Automac E500
- 2+1 CERATEC（多機能筆記具）

軸にファインセラミックスを搭載し、傷に強く、そして1つのペンとしてはかなりの重量があった。2017年廃番。
- スーパーS（油性ボールペン）

1973年発売。ラインナップは黒・赤・青の3種類。2013年度グッドデザイン・ロングライフ賞受賞
- ジャストミート（油性ボールペン、シャープペンシル、多機能筆記具）

軸にバット製造時に使われる「アオダモ」を再利用したモデル。2017年に全モデルが廃番となった。シャープペンシルにはドクターグリップをベースにしたモデルがあり、バットをイメージしたフォルムが特徴だった。ボールペンは最後までアクロインキ非対応だった。
- シンメトリー（油性ボールペン、シャープペンシル）

2007年発売。左右対称を目指した製品で、前軸はすべてシリコーンラバーで覆われている。軸の中心部には好きなイニシャルが表示できる機能（クリップがないため、転がり防止も兼ねていた）も備わっていたが、2014年に廃番となった。
- スクールグリップ

300円の学童用文具。色は赤、黄、青、芯径は0.9mm、0.7mm、0.5mmがある。フレフレノック、通常ノックの両方を使える。軸はドクターグリップを細くしたような形状。名前を書く欄が設けられている。0.9mmはガイドパイプは無い。名前を書く欄は『なまえ』表記。グリップは薄灰色。0.7mmはパイプスライド方式で、名前を書く欄は『名前』表記。グリップは濃灰色。0.5mmはパイプスライド方式で、名前を書く欄は『name』表記。グリップは黒色。
- クラッチポイント

残芯1mmまで使えるトップチャック式。当初は高価格帯のみ存在していたが、1990年代後半には1,000円以下の廉価版も発売された。2019年までに全モデルが廃番。以後はグランセなど高級モデルに搭載される機構のみが残る。
- ハイテックポイントシリーズ

水性ボールペン。1981年発売。ボールを三点で支える機能により、極細でも安定した書き味が得られた。「ハイテックC」のルーツとも言える。2003年の「Hi-tecpoint V-Grip」を最後にモデルチェンジしないまま細々と生産されてきたが、2019年に廃番となる。
- フィードシリーズ

1999年に発売した多色ボールペン。翌年にはフィード1+1/2+1、2008年にはフィードAGとさまざまな種類が追加されていったが、後継品の登場により2019年に製造終了。
- Automac

オートマチック機能を搭載したシャープペンシル。「Automac E」と称されたモデルと、2011年から2020年まで販売されていた2代目があった。
- G-2

1998年発売。ノック式。ボール径0.5mm、0.7mm、1.0mm。一時多彩なラインナップを誇ったG-シリーズの中で最後まで残っていた。
- 筆入 グランセ (GS-SF-色)

牛革製のペンケース。サイドチャック式。側面に「G」と書かれた金色のバッジが埋め込まれている。色は、ブラック（B）、レッド（R）、グリーン（G）、ブルー（L）の4種類。定価3,500円で、2019年に廃番。
- シース グランセ (GS-PS-色)

牛革製のペンシース。被せ蓋さし込み式で、筆記具が2本挿せる。色は上記と同じ4種類。中央部に「G」と書かれた金色のバッジが埋め込まれている。定価3,000円で、2019年に廃番。
- ミニ6穴バインダー手帳　グランセ (GS-PB6-色)

牛革製のバインダー手帳。色は、レッド（R）、グリーン（G）、ブルー（L）の3種類。留め具部に「G」と書かれた金色のバッジが埋め込まれている。定価8,000円で、2007年に廃番。

### シャープ替え芯
1978年にNEOXブランドの替芯を発売。以後、用途別にさまざまな製品を展開する。
- NEOXシリーズ
  - NEOX
  - NEOX-U
  - NEOX-S
  - NEOX-E
  - NEOX-BEAM
  - NEOX-Eno
    - 現行のneox-GRAPHITEの前身。0.7mmのカラー芯のみ現在も製造中。

  - ネオックス・ドクター・イーノ
    - ドクターグリップ プチモと同じ形をしたシャープ替え芯。[注釈 10]0.5mmのみ。硬度によって様々な色が存在する。2004年発売、2009年に廃番。
- NEOSHIN
- SUPER FINE

## キャッチコピー
- 人と創造力をつなぐ。
- 書く、を支える。
- 「書けば、なるほど！ パイロット」（CMで使用）
- 「フレフレ少女」　新垣結衣主演映画にてコラボ商品発売。「フレフレ少女ドクターグリップ」→パイロット独自のシャープペンシル機構「フレフレ機能:振って芯が出る」を掛け合わせてのキャッチコピー
- 素敵生活主義です（1990年代前半）
- 知的優遊（1983年）
- 喜びを言葉にそえて（1981年）
- 個性で選ぶPILOT（1978年 - 79年ごろ）

## CM

### 提供番組
※2021年9月27日放送分を持って玩具事業以外の地上波の提供番組を休止している。
※玩具の提供番組については「パイロットインキ#提供番組」を参照。
- 直近
  - 報道ステーション
  - ミュージックステーション
- 過去
  - パイロット スター・プレゼント
  - いじわるクイズ時価1万円
  - クマとマーク少年
  - 土曜映画劇場
  - ゴールデンナイター（テーマ曲が『roundtrip』時代（2001年頃）まで提供）
  - ニュースステーション（1998年4月頃 - 2004年3月）
  - 水曜特番
  - 全員正解あたりまえ!クイズ
  - ドリーム・プレス社
  - 関口宏のサンデーモーニング
  - stsスーパーニュース
  - ニュース6（チューリップテレビ）
  - MUSIC STATION
  - 日経スペシャル カンブリア宮殿（2019年4月から30秒、一時期筆頭（60秒＝30秒×2）でのスポンサー経験あり）
  - 二代目和風総本家

このほかにも毎日放送制作TBS系全国ネット番組のカウキャッチャーorヒッチハイクまたはフジテレビ系の日曜9時枠アニメのヒッチハイクでの番組提供時期もあった。

### CMに起用された有名人
- ジャニーズWEST（2022年2月 - ）（#Juice持ってMixedJuice踊ってみた）[18][注釈 11]
- 吉永小百合（2019年）（手紙を書きたくなる歌篇）
- 団しん也（2016年）（誰かを想う時間篇）
- 澤田汐音（2014年）（HI-TEC-C COLETO「この色、誰のペン？篇」）
- 眞島秀和（2008年）（窓ふき篇）
- 須永慶（2007年）（言えない言葉篇 父から娘へ、娘から父へ）
- 相武紗季（2005年）（フリクション・NEOX-ENO・研究室篇、技術者篇など）
- 鈴木蘭々（1998年）（クラッチポイント・ハイテックCノック）
- 明石家さんま（1984年）（クァトロ）
- 奥田圭子（1984年）（ハイテックポイント他）
- 原田知世（1983年）（ハイテックポイント・ローリート）
- 大滝秀治（1982年）（ローリート）※声のみ
- 加藤和彦（1970年代）（キャンペーンなど）
- 林寛子（1970年代）（キャンペーンなど）
- 坂上二郎（1975年）（ご卒業キャンペーンなど）
- 五輪真弓（1970年代中頃）（パイロットレディ）
- りりィ（1970年代中頃）（ボールペン）
- 市川崑（1970年代中頃）（カスタム）
- 長谷直美（1974年）（ミュー）
- 栗田ひろみ（1973年）（ミュー）
- 植草甚一（1971年）（カスタム）
- ガロ（1970年）（万年筆「地球はメリーゴーランド」）
- 大橋巨泉（1969年）（エリートS）
- 和泉雅子・山内賢（1960年代）（キャンペーンなど）
- ジュディ・オング（1960年代）（パイロットショート、キャップレス）

## テレビ番組
- 日経スペシャル カンブリア宮殿 世界一の筆記具メーカーを目指せ!（2013年2月14日、テレビ東京）- パイロットコーポレーション 代表取締役社長 渡辺広基出演[19]。

## 関連会社
- パイロットインキ - 製造子会社
- パイロットロジテム - 物流子会社

ほか、関連会社がある。